# Seznam ulic v Husovicích
Seznam ulic v Husovicích uvádí přehled ulic a veřejných prostranství na území evidenční části obce Husovice v Brně, která je územně totožná s katastrálním územím Husovice a tvoří část městské části Brno-sever.

## Seznam
| Název             | Pojmenováno po              | Souřadnice                       | Obrázek | Commons                  | RÚIAN | Mapy.cz       |
| ----------------- | --------------------------- | -------------------------------- | ------- | ------------------------ | ----- | ------------- |
| Buchtova          | Alois Buchta                | 49°13′8″ s. š., 16°38′2″ v. d.   |         |                          | 21890 | stre&id=79034 |
| Cacovická         | Cacovice                    | 49°13′8″ s. š., 16°38′16″ v. d.  |         | Cacovická (Brno)         | 22055 | stre&id=79050 |
| Dačického         | Mikuláš Dačický z Heslova   | 49°12′32″ s. š., 16°37′51″ v. d. |         | Dačického (Brno)         | 22594 | stre&id=79104 |
| Dolnopolní        |                             | 49°12′52″ s. š., 16°38′30″ v. d. |         | Dolnopolní               | 22781 | stre&id=79122 |
| Dukelská třída    | Dukelský průsmyk            | 49°12′41″ s. š., 16°38′2″ v. d.  |         | Dukelská třída (Brno)    | 23078 | stre&id=79152 |
| Elgartova         | Karel Elgart-Sokol          | 49°12′45″ s. š., 16°37′52″ v. d. |         | Elgartova (Brno)         | 23108 | stre&id=79155 |
| Gargulákova       | František Gargulák          | 49°12′35″ s. š., 16°38′4″ v. d.  |         | Gargulákova              | 23493 | stre&id=79193 |
| Horymírova        | Horymír                     | 49°12′55″ s. š., 16°38′19″ v. d. |         | Horymírova (Brno)        | 24244 | stre&id=79268 |
| Hořejší           |                             | 49°13′9″ s. š., 16°37′49″ v. d.  |         |                          | 36111 | stre&id=80451 |
| Husovická         | Husovice                    | 49°12′22″ s. š., 16°37′42″ v. d. |         | Husovická (Brno)         | 24465 | stre&id=79290 |
| Hálkova           | Vítězslav Hálek             | 49°12′48″ s. š., 16°37′58″ v. d. |         | Hálkova (Brno)           | 23868 | stre&id=79230 |
| Jilemnického      | Peter Jilemnický            | 49°12′33″ s. š., 16°37′43″ v. d. |         | Jilemnického (Brno)      | 24937 | stre&id=79337 |
| Kaloudova         | Jan Kaloud                  | 49°12′49″ s. š., 16°38′19″ v. d. |         | Kaloudova                | 25267 | stre&id=79370 |
| Klidná            | mír                         | 49°13′2″ s. š., 16°37′52″ v. d.  |         |                          | 25607 | stre&id=79404 |
| Kohoutova         | Emil Kohout                 | 49°13′0″ s. š., 16°37′53″ v. d.  |         | Kohoutova (Brno)         | 25771 | stre&id=79421 |
| Lieberzeitova     | Josef Lieberzeit            | 49°12′38″ s. š., 16°37′45″ v. d. |         | Lieberzeitova (Brno)     | 27804 | stre&id=79625 |
| Lozíbky           |                             | 49°13′6″ s. š., 16°37′54″ v. d.  |         |                          | 27189 | stre&id=79563 |
| Merhautova        | Josef Merhaut               | 49°12′35″ s. š., 16°37′26″ v. d. |         | Merhautova (Brno)        | 27791 | stre&id=79624 |
| Mostecká          | zaniklý most staré Tišnovky | 49°12′25″ s. š., 16°37′41″ v. d. |         | Mostecká (Brno)          | 28151 | stre&id=79659 |
| Musilova          | František Musil             | 49°12′35″ s. š., 16°37′43″ v. d. |         | Musilova (Brno)          | 28231 | stre&id=79667 |
| Míčkova           | Eduard Míček                | 49°13′1″ s. š., 16°38′5″ v. d.   |         | Míčkova (Brno)           | 27987 | stre&id=79643 |
| Netušilova        | František Netušil           | 49°12′44″ s. š., 16°38′ v. d.    |         | Netušilova (Brno)        | 28754 | stre&id=79718 |
| Nouzová           | nouzová kolonie             | 49°13′9″ s. š., 16°38′ v. d.     |         | Nouzová (Brno)           | 28851 | stre&id=79728 |
| Nováčkova         | Josef Nováček               | 49°12′34″ s. š., 16°37′50″ v. d. |         | Nováčkova (Brno)         | 28878 | stre&id=79730 |
| Provazníkova      | Jaroslav Provazník          | 49°12′50″ s. š., 16°37′18″ v. d. |         | Provazníkova (Brno)      | 30325 | stre&id=79874 |
| Písečník          | pískovna                    | 49°13′10″ s. š., 16°38′ v. d.    |         | Písečník                 | 29637 | stre&id=79805 |
| Rotalova          | Jan Rotal                   | 49°12′35″ s. š., 16°37′38″ v. d. |         | Rotalova                 | 30929 | stre&id=79934 |
| Rovinka           |                             | 49°13′7″ s. š., 16°37′59″ v. d.  |         |                          | 30996 | stre&id=79941 |
| Sekaninova        | Ivan Sekanina               | 49°12′21″ s. š., 16°37′45″ v. d. |         | Sekaninova (Brno)        | 31437 | stre&id=79984 |
| Skryjova          | Jaroslav Skryja             | 49°13′6″ s. š., 16°38′13″ v. d.  |         | Skryjova (Brno)          | 31577 | stre&id=79998 |
| Slezákova         | Ludvík Slezák               | 49°13′3″ s. š., 16°37′56″ v. d.  |         |                          | 31747 | stre&id=80015 |
| Soběšická         | Soběšice                    | 49°13′14″ s. š., 16°38′2″ v. d.  |         | Soběšická (Brno)         | 31879 | stre&id=80028 |
| Sportovní nábřeží | sport Svitava               | 49°12′39″ s. š., 16°38′16″ v. d. |         | Sportovní nábřeží        | 36854 | stre&id=80524 |
| Svitavská         | Svitava                     | 49°12′28″ s. š., 16°37′42″ v. d. |         | Svitavská (Brno)         | 32514 | stre&id=80092 |
| Svitavské nábřeží | Svitava                     | 49°12′24″ s. š., 16°37′52″ v. d. |         | Svitavské nábřeží (Brno) | 33545 | stre&id=80194 |
| Tomkovo náměstí   |                             | 49°12′51″ s. š., 16°38′14″ v. d. |         | Tomkovo náměstí          | 34495 | stre&id=80289 |
| Třebízského       | Václav Beneš Třebízský      | 49°12′44″ s. š., 16°37′45″ v. d. |         | Třebízského (Brno)       | 33472 | stre&id=80187 |
| Valchařská        | valcha                      | 49°12′55″ s. š., 16°38′23″ v. d. |         | Valchařská (Brno)        | 34215 | stre&id=80261 |
| Venhudova         | Jan Venhuda                 | 49°12′44″ s. š., 16°37′33″ v. d. |         | Venhudova (Brno)         | 34444 | stre&id=80284 |
| Vranovská         | Vranov                      | 49°12′30″ s. š., 16°37′40″ v. d. |         | Vranovská (Brno)         | 34835 | stre&id=80323 |
| Vyhlídka          | vyhlídka                    | 49°13′22″ s. š., 16°38′3″ v. d.  |         |                          | 34975 | stre&id=80337 |
| bratří Mrštíků    | Vilém Mrštík Alois Mrštík   | 49°12′45″ s. š., 16°38′12″ v. d. |         | Bratří Mrštíků (Brno)    | 21725 | stre&id=79017 |
| náměstí Republiky | Česko                       | 49°12′42″ s. š., 16°37′54″ v. d. |         | Náměstí Republiky (Brno) | 28592 | stre&id=79702 |